# Enuma Elix
L'Enuma Elix (Enûma Eliš) és un llarg poema d'un miler de versos escrit cap a l'any 1200 aC a Babilònia. La data de composició és molt discutida, encara que hi ha un cert acord en què devia ser cap a finals del segon mil·lenni, potser durant el regnat de Nabucodonosor I (1125 aC - 1103 aC), quan aquest rei va recuperar l'estàtua de Marduk que s'havien emportat els elamites. Alguns autors creuen que va ser escrit quan a Babilònia hi governava la dinastia cassita, cap a l'any 1500 aC. Se suposa que es va escriure entre aquests anys encara que de fet no hi ha cap document que ho acrediti.
Actualment, es conserven una bona quantitat de fragments d'aquest text. Els més antics provenen d'Assur i es poden datar cap a l'any 900 aC. A la ciutat de Nínive, es van recuperar al voltant de 30.000 tauletes d'argila, que es poden reduir a uns 10.000 documents. D'aquests, uns 5.000 corresponen a l'anomenada Biblioteca d'Assurbanipal (668 aC-627 aC) i contenen l'Enuma Elix, l'Epopeia de Guilgameix i altres obres, Atrahasis, El descens d'Ixtar als inferns i diversos mites menors de la creació. Actualment la major part d'aquestes tauletes es troba al Museu Britànic.
La temàtica de l'Enuma Elix és la creació de l'univers, i la seva ordenació per part de Marduk, el déu tutelar de la ciutat de Babilònia i cap del panteó. També s'anomena Poema babilònic de la creació, encara que el poema no és altra cosa que una gran tramoia mítica per a justificar l'entronització de Marduk com a déu principal de Mesopotàmia.

## Versions
Aquest mite pren el nom de les dues paraules amb què comença, Enuma Elix "Quan a dalt" i així se'l coneixia a l'antiguitat. És un poema babilònic, però la versió sumèria d'aquest mite encara no es coneix totalment. El cant a les accions heroiques al déu Ninurta es pot considerar amb gran seguretat una part d'aquesta versió, on s'atribueix el paper de creador al déu Enlil, mentre que, en la versió accàdia, apareix el déu Marduk. Per aquest mite, podem deduir quines eren les més antigues concepcions cosmològiques dels antics mesopotàmics.

## Versió accàdia
El tema de la versió accàdia és, entre d'altres, la creació dels déus a partir d'una parella divina, la creació de l'univers, i sobretot l'entronització de Marduk. Després Marduk supervisa la creació de la humanitat, que té per funció alliberar els déus de les seves obligacions, com ara excavar canals de reg i mantenir-los oberts per a irrigar els camps. Un petit fragment de l'inici diu:
| « | Quan dalt, el cel (encara) no tenia nom, a baix (encara) no hi havia terra, barrejaren les seves aigües, primer Apsu, el seu creador, Mummu i Tiamat, que les havia engendrat amb tots ells... quan (encara) no havia sigut creat cap dels déus, a cap d'ells els havia sigut donat (encara) un nom i els destins no havien sigut (encara) determinats, els déus foren creats del seu centre. | » |

### Tema
El mite continua narrant el naixement i les atribucions de cadascun dels diferents déus del panteó mesopotàmic. Apsu, masculí, el déu de les aigües dolces, s'uneix a Tiamat, femení, divinitat de les aigües salades, que engendren Lahmu i Lahamu, dues divinitats que s'anomenaven "els fangosos". Després engendren Kishar i Anshar, que al seu torn engendren An, el déu del cel i el déu suprem en la primitiva tradició sumerio-acàdia. An engendra Enki, senyor de la terra.
Quan apareixen el déus més joves, amb Enki al capdavant, s'inicia un conflicte entre aquesta generació i els déus més antics, i això servirà per entronitzar Marduk al cim del panteó sumeri. Tiamat i Apsu estan molestos pel soroll que fan els déus més joves, i Apsu, cansat, decideix matar-los. Tiamat no vol que ningú faci mal als seus fills i s'hi oposa, però Mummu, que era com una mena de ministre d'Apsu, el convenç, i el déu decideix matar-los a tots. Enki, el més llest dels déus joves, descobreix el pla i a través d'un conjur màgic mata Apsu i al seu ministre Mummu. Enki va a viure al palau d'Apsu amb la seva esposa Ninhursag o Dankina, que dona a llum a Marduk. El poema el descriu amb totes les qualitats possibles, i el seu avi An li fa extraordinaris regals.
Al cap d'un temps, Tiamat, dolguda per la mort del seu marit i incitada pel altres déus antics, decideix prendre venjança. Va crear un petit exèrcit de monstres, entre els que hi havia una hidra, un drac, un heroi pelut, un “gran dia”, un gos salvatge, un home-escorpí, un dimoni, un home-peix i un home-toro. Va prendre per espòs el seu fill Kingu, una mena de dimoni, que va posar al front d'aquell exèrcit. Quan Enki se'n va assabentar, va anar a veure al seu avi Anshar, que li diu que ell va provocar la guerra i que ha d'assumir les conseqüències dels seus actes. Enki s'enfronta a Tiamat però no pot utilitzar contra ella els conjurs, i demana que un altre déu l'acompanyi a la lluita. Marduk ho fa i construeix un arc, se cenyeix l'espasa, i a la mà dreta porta el seu garrot. Tenia al seu favor els quatre vents i va preparar el carro, amb quatre cavalls, per a la batalla. L'encontre va ser terrible, i finalment Marduk clava una fletxa al ventre de Tiamat, que el tenia ple amb els vents que li havia enviat, i la mata. Del ventre de Tiamat van sortir els oceans, i de les llàgrimes dels seus ulls els rius Tigris i Eufrates. Marduk va ser aclamat com "el primer" per tots els altres déus, que li juren fidelitat i el nomenen rei. Marduk va decidir llavors crear la ciutat de Babilònia i el seu temple principal, Esagila, amb l'ajuda dels Anunnaki.
Finalment, el mite acaba explicant la creació de l'ésser humà i la finalitat última de l'existència humana. Segons aquests cant la humanitat ha de "servir als déus" i "fer els treballs que feien els déus". Amb la sang de Kingu, el fill i marit de Tiamat, crea les persones, i distribueix els déus entre el cel i la terra. Se celebra un gran banquet, i el poema fins al final enumera i explica els cinquanta noms de Marduk. Segons les investigacions actuals, els cants de la creació eren entonats durant les festes de l'any nou, que tenien un important caràcter religiós.

## Marduk
L'objectiu més important de l'Enuma Elix era la glorificació del déu Marduk. Aquest déu era la divinitat tutelar de Babilònia, fill d'Enki, i amb tota la potestat de déu de tots els déus. Però al tercer mil·lenni aC i a principis del segon, les divinitats més importants eren An, Enlil, Enki, Ninhursag i Inanna/Ixtar. Marduk era pràcticament desconegut. La seva importància creix a mesura que creix la ciutat de Babilònia, que a la seva fundació era una petita ciutat sense importància. Quan Hammurabi (1792 aC - 1750 aC) va pujar al tron la ciutat va ser la més important del territori, i Marduk va prendre importància. L'inici del Codi d'Hammurabi diu:
| «                            | Quan An, l'Altíssim, rei dels Anunnaki i el diví Enlil, senyor dels cels i la terra, que prescriu els destins del País, li van atorgar al diví Marduk, al fill primogènit del déu Enki, la categoria d'Enlil de tot el poble i el van magnificar entre els Igigi | » |
| — Estela d'Hammurabi I, 1-13 | |   |

Es veu com els dos déus li atorguen la supremacia sobre el poble, però encara no se l'anomena déu de déus. Un text de Samsuiluna, el successor d'Hammurabi i rei de Babilònia parla de què els déus An i Enlil van donar a Marduk el títol de "Senyor de les quatre regions" és a dir, de tot el món conegut. L'evolució de la supremacia de Marduk va ser lenta. Fins al temps de Nabucodonosor I (1125 aC - 1103 aC) no es troba una inscripció que anomena Marduk "Rei dels déus"., i sembla que va ser sota el seun regnat quan Marduk va aconseguir situar-se al capdamunt del panteó. Durant el regnat de Nabucodonosor I es va recuperar l'estàtua de Marduk que havia robat el regne d'Elam, i l'exaltació que en va fer de Marduk segurament volia significar la preeminència de Babilònia sobre totes les altres ciutats i els altres estats. Això va comportar també la presència d'estàtues de Marduk, en lloc preeminent a tos els temples dedicats a altres déus, fins al punt que les altres divinitats van passar a ser "aspectes" de Marduk. Cap al segle xi aC es va instal·lar al temple d'Enlil a Nippur un tron per a Marduk, precisament al temple més important del culte a Enlil. Era tant important la figura de Marduk que s'ha suposat que hi va haver una tendència a l'henoteisme dins de la religió babilònica durant el primer mil·lenni aC.

## Relació amb laBíblia hebrea

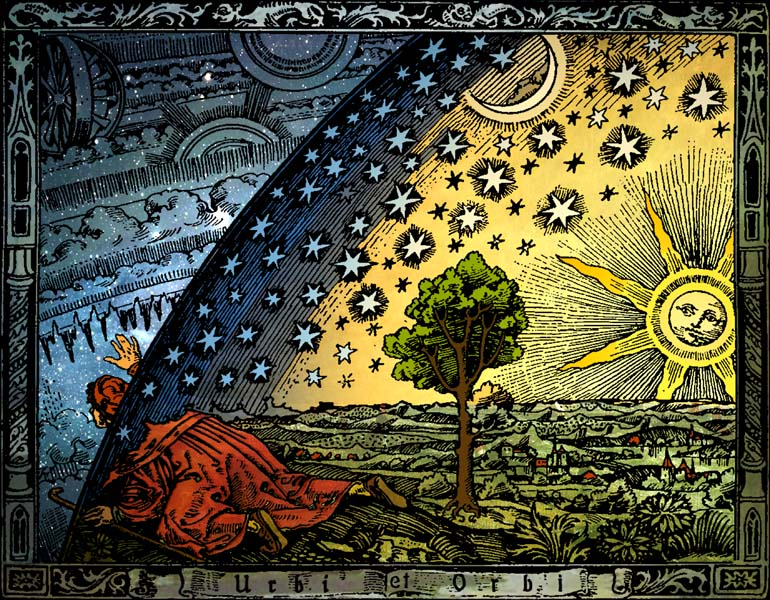
Universum, Flammarion, Holzschnitt (París, 1888).

Si bé pot ser que no hi hagi cap dependència literària directa, és molt probable la influència de l'Enuma Elix en almenys alguns textos bíblics sobre la creació.
Els antics mesopotamis creien que el món era un disc pla circular envoltat per un mar d'aigua salada. La terra habitada era un únic continent gegant dins d'aquest mar, i surava en un segon mar, d'aigua dolça, que subministrava l'aigua a fonts, pous i rius, connectant-se amb l'aigua salada del mar. El cel era un disc sòlid sobre la terra, corbat fins a tocar el món en la seva vora; per sobre dels cels hi habitaven els déus. Pel que es dedueix de la Bíblia hebrea, la geografia és idèntica a la dels babilonis: una terra plana circular surant sobre un mar d'aigua dolça, envoltada per un mar d'aigua salada, amb una sòlida volta celeste (el firmament) superior. És la creació d'aquest món que tant Enûma Elish com el Gènesi 1 ens descriuen.
Sovint, les comparacions entre la Bíblia i altres textos antics del Pròxim Orient estan contaminades per les traduccions cristianes, que han imposat les doctrines de la creació (del no-res) i la Trinitat. Per tant, l'inici de Gènesi 1 és tradicionalment traduït: "Al principi, Déu va crear els cels i la terra ...", mentre que l'original hebreu del Gènesi 1:1-3 ens descriu l'estat de caos abans de la creació per Déu "Al començament, Déu va crear els cels, però la terra era caòtica i desolada, i les tenebres estaven sobre la profunditat..."

### Comparació entreEnuma Elixi elGènesi
| Taula comparativa                                    |                                                                                 |
| Gènesi dies de la creació                            | Enuma Elix generacions de déus                                                  |
| Primer dia, separació de les aigües                  | Primera generació Tiamat i Apsu déus de les grans masses d'aigua salada i dolça |
| Segon dia, creació del firmament                     | Segona generació Lahamu                                                         |
| Tercer dia, la terra produeix la vegetació           | Tercera generació, Kishar dea terra                                             |
| Quart dia, creació el sol i els astres del cel       | Quarta generació, Anu déu suprem del cel                                        |
| Cinquè dia, creació dels peixos de l'aigua i les aus | Cinquena generació, Ea déu de les aigües dolces                                 |
| Sisè dia, creació dels animals i l'ésser humà        | Sisena generació, Marduk déu suprem i creador de la humanitat                   |
| Setè dia, Déu descansa                               | Els déus poden descansar                                                        |

- Els dos relats descriuen la creació com un acte diví.
- Enûma Eliš descriu el temps anterior a la creació com "un temps quan, més amunt, el cel no havia estat anomenat, i per sota, la terra no havia estat anomenada pel seu nom", mentre que en el Gènesi cada acte de la creació divina s'introdueix amb la fórmula "I Déu va dir, que hi hagi...".
- La seqüència de creació és similar als dos relats: la llum, el firmament, la terra seca, les lluminàries, i l'ésser humà.
- En els dos relats el món és primigeni, sense forma, i buit.
- En la Bíblia (Gènesi 1:2), l'única cosa que existeix abans de la creació és l'abisme aquós. En tant que el firmament, concebut com una sòlida tassa invertida, es crea enmig de les aigües primigènies per separar els cels de la terra (Gènesi 1:6-7, Enûma Eliš 4:137-40).
- El dia i la nit són anteriors a la creació dels astres lluminosos (Gen. 1:5, 8, 13 i 14 seg.; Enûma Eliš 1:38).
- La funció del dia i la nit és produir la llum i regular el temps (Gen. 1: 14; Enûma Eliš 5:12-13).
- En Enûma Eliš, el creador consulta els déus abans de crear l'ésser humà (6:4), mentre que el Gènesi diu: "Fem l'home a la nostra imatge..." (Gènesi 1:26), i
- En els dos relats, la creació de l'ésser humà és seguida pel descans diví.

Per tant, sembla que l'anomenada Font Sacerdotal es fa ressò d'aquest conte de la creació de Mesopotàmia, cronològicament anterior.